# Liste der Biografien/Bres
Liste der Biografien |
Portal Biografien |
Personensuche
# |
A |
B |
C |
D |
E |
F |
G |
H |
I |
J |
K |
L |
M |
N |
O |
P |
Q |
R |
S |
T |
U |
V |
W |
X |
Y |
Z |
?
 
Ba |
Be |
Bd |
Bg |
Bh |
Bi |
Bj |
Bl |
Bm |
Bn |
Bo |
Br |
Bs |
Bu |
Bw |
By |
Bz
 
Bra |
Brc |
Brd |
Bre |
Brg |
Bri |
Brj |
Brk |
Brl |
Brn |
Bro |
Brp–Brt |
Bru |
Brv |
Bry |
Brz
 
Brea |
Breb |
Brec |
Bred |
Bree |
Bref |
Breg |
Breh |
Brei |
Brej |
Brek |
Brel |
Brem |
Bren |
Breo |
Brep |
Breq |
Brer |
Bres |
Bret |
Breu |
Brev |
Brew |
Brex |
Brey |
Brez
Die Liste der Biografien führt alle Personen auf, die in der deutschsprachigen Wikipedia einen Artikel haben. Dieses ist eine Teilliste mit 180 Einträgen von Personen, deren Namen mit den Buchstaben „Bres“ beginnt.

## Bres

### Bresa
- Bresadola, Davide (* 1988), italienischer nordischer Skisportler
- Bresadola, Giacomo (1847–1929), italienischer Geistlicher und Mykologe
- Bresadola, Giovanni (* 2001), italienischer Skispringer
- Bresagk, Michael (* 1970), deutscher Eishockeyspieler
- Bresan, Uta (* 1965), deutsche Schlagersängerin und ModeratorinUta Bresan (* 1965)

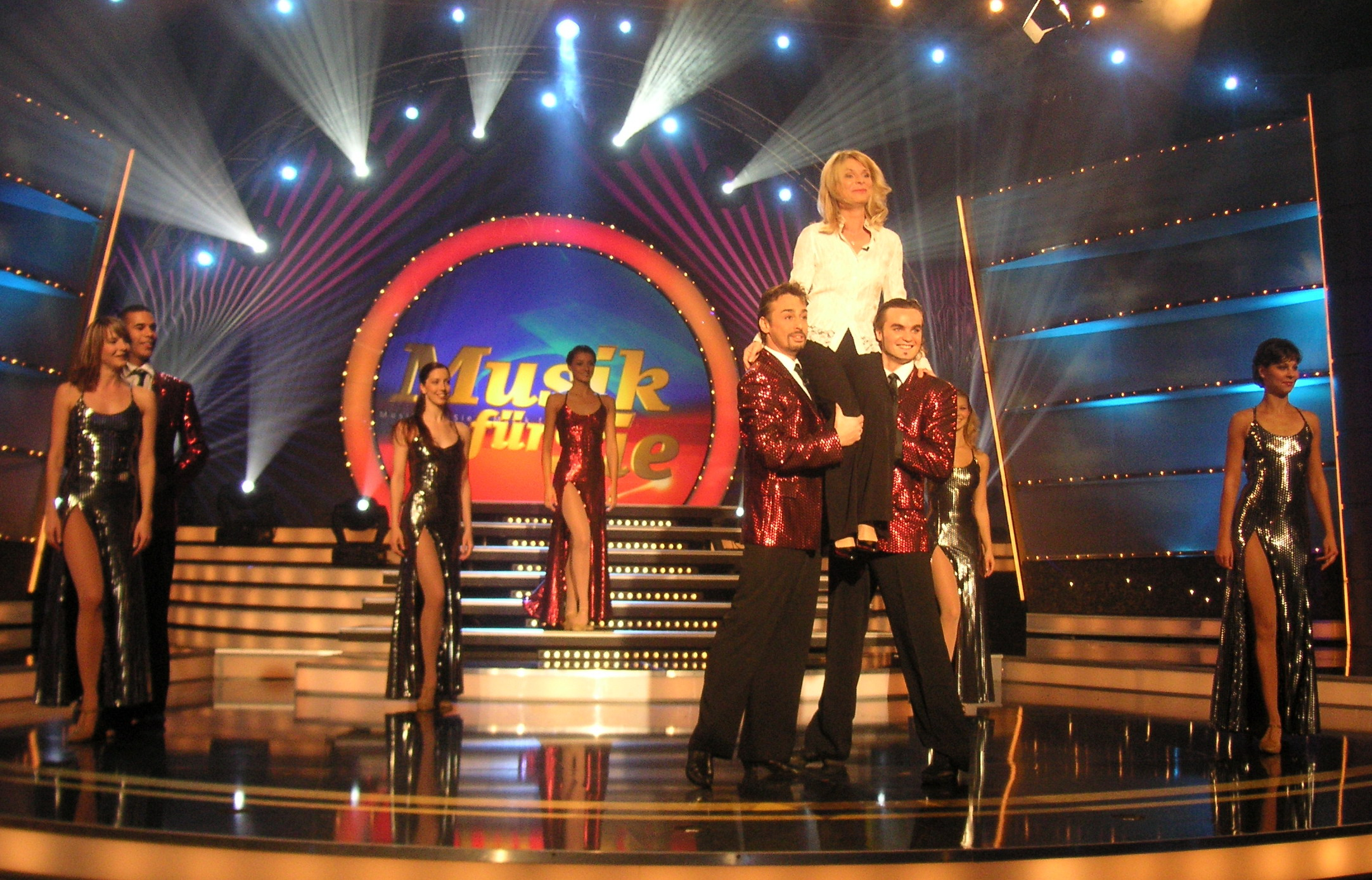
Uta Bresan (* 1965)

### Bresc
- Bresch, Carsten (1921–2020), deutscher Physiker und Genetiker
- Bresch, Theresa-Sophie (* 1992), deutsche Voltigiererin
- Breschand, Hélène (* 1966), französische Harfenistin und Komponistin
- Breschel, Matti (* 1984), dänischer Radrennfahrer
- Breschi, Arrigo, italienischer Artdirector und Szenenbildner
- Bresching, Herbert (1911–1966), deutscher Radrennfahrer
- Breschke, Thomas (* 1964), deutscher Fußballspieler
- Breschko-Breschkowskaja, Jekaterina Konstantinowna (1844–1934), russische Revolutionärin
- Breschnew, Andrei Jurjewitsch (1961–2018), russischer Politiker, Ökonom und Ingenieur
- Breschnew, Juri Leonidowitsch (1933–2013), sowjetischer Akademiker und Politiker
- Breschnew, Leonid Iljitsch (1906–1982), sowjetischer Politiker, Parteichef der KPdSU der Sowjetunion (1964–1982) sowie Staatsoberhaupt der Sowjetunion (1977–1982)Leonid Iljitsch Breschnew (1906–1982)

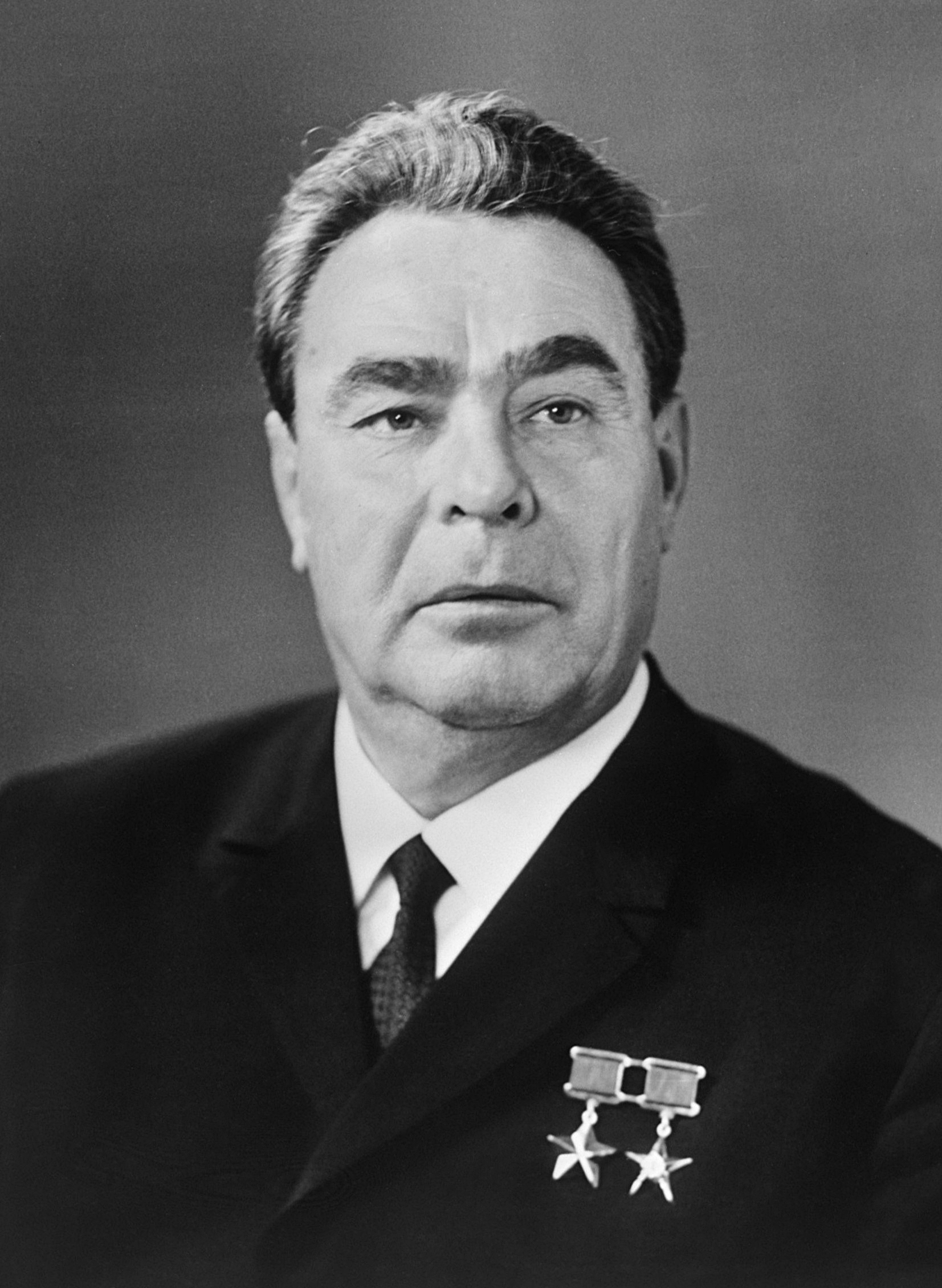
Leonid Iljitsch Breschnew (1906–1982)

- Breschnew, Wladimir Anatoljewitsch (1935–1996), russischer Eishockeyspieler
- Breschnewa, Galina Leonidowna (1929–1998), russische Trägerin des Leninordens, Tochter von Leonid Breschnew
- Breschnewa, Wiktorija Petrowna (1908–1995), russische First Lady, Ehefrau von Leonid Breschnew
- Breschniwa, Jelena Wiktorowna (* 1990), russische Bahnradsportlerin
- Bresci, Gaetano (1869–1901), Attentäter auf den italienischen König Umberto I.
- Bresci, Giulio (1921–1998), italienischer Radrennfahrer
- Brescia, Alfonso (1930–2001), italienischer Regisseur und Drehbuchautor
- Brescia, Domingo (1866–1939), italienischer Komponist und Musikpädagoge
- Brescia, Fortunato da (1701–1754), italienischer Theologe, Franziskaner und Philosoph
- Brescia, Georgia (* 1996), italienische Tennisspielerin
- Brescia, Leonardo († 1598), italienischer Maler
- Brescia, Rossella (* 1971), italienische Schauspielerin, Sängerin und Fernsehmoderatorin
- Brescianello, Giuseppe Antonio († 1758), italienischer Violinist und Komponist
- Bresciani Turroni, Costantino (1882–1963), italienischer Jurist, Ökonom, Hochschullehrer, Politiker und Minister
- Bresciani, Antonio (1798–1862), italienischer Jesuit, Schriftsteller und katholischer Essayist
- Bresciani, Arturo (1899–1948), italienischer Radrennfahrer
- Bresciani, Carlo (* 1949), italienischer Geistlicher und emeritierter römisch-katholischer Bischof von San Benedetto del Tronto-Ripatransone-Montalto
- Bresciani, Edda (1930–2020), italienische Ägyptologin
- Brescianini, Marco (* 2000), italienischer Fußballspieler
- Bresciano, Mark (* 1980), australischer Fußballspieler
- Brescius, Guido (1824–1864), deutscher Eisenbahningenieur
- Brescius, Karl Friedrich (1766–1842), deutscher evangelischer Theologe und Geistlicher
- Brescius, Theodor von (1798–1871), preußischer Landrat, Gutsbesitzer und Parlamentarier

### Bresd
- Bresdin, Rodolphe (1822–1885), französischer Grafiker

### Brese
- Brese, Wilhelm (1896–1994), deutscher Politiker (DNVP, CNBL, CDU), MdB
- Brese-Winiary, Leopold von (1787–1878), preußischer General der Infanterie, Generalinspekteur der preußischen Festungen und Chef des IngenieurkorpsLeopold von Brese-Winiary (1787–1878)

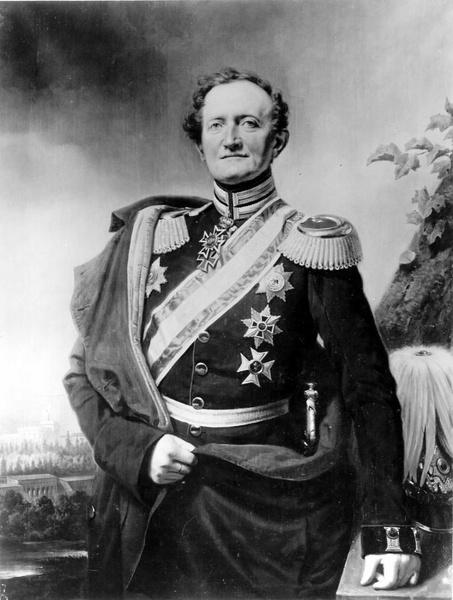
Leopold von Brese-Winiary (1787–1878)

- Bresee, Phineas F. (1838–1915), US-amerikanischer methodistischer Geistlicher
- Bresele, Max (1944–1998), Kunstmaler, Bildhauer, Filmemacher und Objektkünstler
- Bresemann, Karin (* 1950), deutsche Politikerin (SPD), MdL Mecklenburg-Vorpommern
- Bresenham, Jack (* 1937), US-amerikanischer Informatiker

### Bresg
- Bresgen, August (1888–1987), deutscher Maler
- Bresgen, Cesar (1913–1988), österreichischer Komponist
- Bresgen, Franz (1815–1895), deutscher Winzer und Politiker
- Bresgen, Hermann (1883–1955), deutscher Verwaltungsjurist, Landrat und Regierungspräsident
- Bresgen, Johann (1884–1974), deutscher Politiker der CDU
- Bresgen, Maximilian (1850–1915), deutscher Mediziner
- Bresgen, Paul (1920–1984), deutscher Politiker (SPD), MdL
- Bresges, André (* 1971), deutscher Physikdidaktiker
- Bresges, Walther (1882–1961), deutscher Unternehmer der Textilindustrie
- Bresgott, Anselm (* 1999), deutscher Schauspieler und Singer-Songwriter
- Bresgott, Klaus-Martin (* 1967), deutscher Kunsthistoriker und Dirigent

### Bresh
- Bresh (* 1996), italienischer RapperBresh (* 1996)

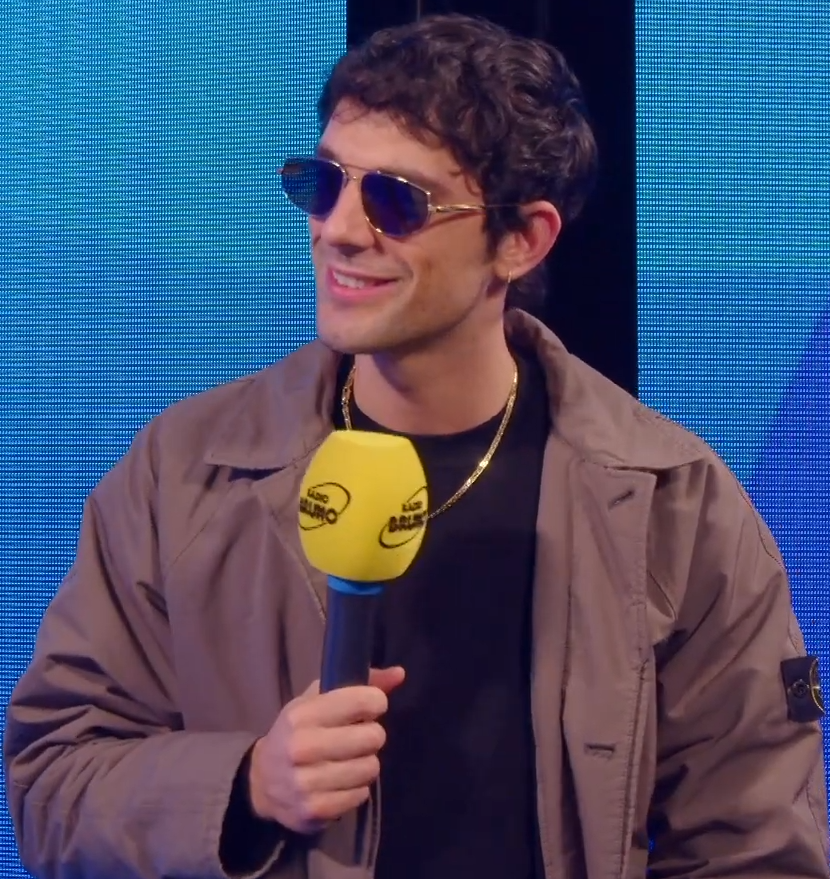
Bresh (* 1996)

- Breshna, Abdul Ghafur (1907–1974), afghanischer Künstler, Komponist, Dichter
- Breshna, Zahra (* 1964), deutsch-afghanische Architektin und Städteplanerin

### Bresi
- Bresinski, Jan (* 1954), deutsch-polnischer Künstler
- Bresinsky, Andreas (* 1935), deutscher Mykologe und Botaniker
- Bresis, Vilnis Edvīns (1938–2017), lettischer Politiker

### Bresk
- Breska, Alfons (1873–1946), tschechischer Dichter und Übersetzer
- Breška, Mário (* 1979), slowakischer Fußballspieler
- Breska, Vojtech (* 1956), tschechoslowakischer Radrennfahrer
- Breske, Gunnar (* 1979), deutscher Journalist und FernsehmoderatorGunnar Breske (* 1979)

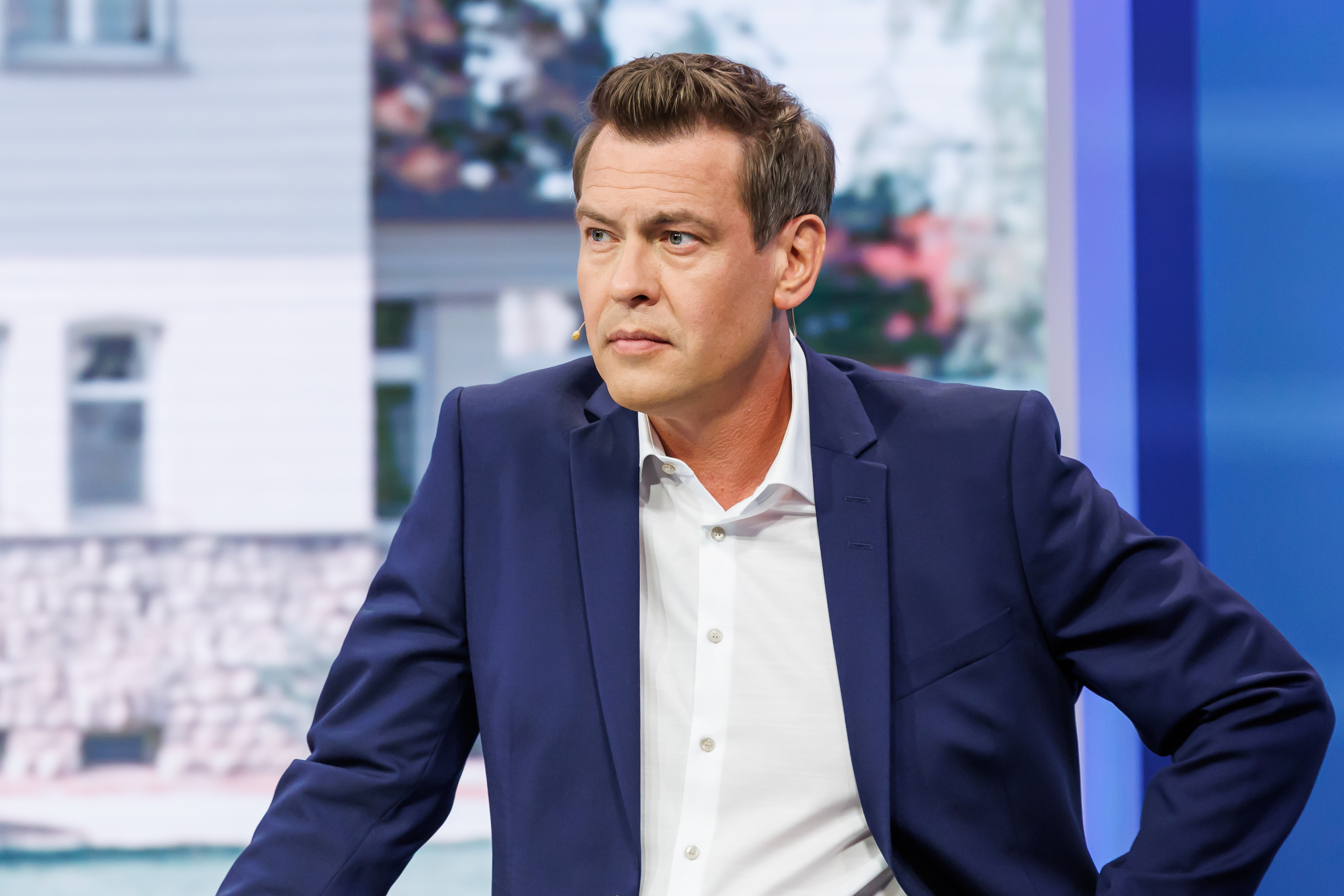
Gunnar Breske (* 1979)

- Breski, Jörg (* 1963), deutscher Fußballspieler
- Brėskis, Adolfas (1938–2016), litauischer Ingenieur, Mechaniker und Hochschullehrer
- Breskovski, Stoycho (1934–2004), bulgarischer Paläontologe
- Breskvar, Boris (1942–2012), jugoslawisch-deutscher bzw. slowenisch-deutscher Tennistrainer
- Breskvica (* 2001), serbische Sängerin

### Bresl
- Breslau, Bernhard (1829–1866), deutscher Gynäkologe und Hochschullehrer
- Breslau, Heinrich von (1784–1851), deutscher Mediziner, Pharmakologe und Hochschullehrer
- Breslau, Louise-Cathérine (1856–1927), deutsch-schweizerische Lithografin und Pastellzeichnerin
- Breslau, Ralf (* 1957), deutscher Germanist
- Breslau, Richard (1835–1897), deutscher Politiker, Oberbürgermeister von Erfurt (1871–1889)
- Breslauer, Alfred (1866–1954), deutscher Architekt
- Breslauer, Bernard H. (1918–2004), deutsch-britischer Buchantiquar
- Breslauer, Christian (1802–1882), Warschauer Maler
- Breslauer, Hans Karl (1888–1965), österreichischer Filmregisseur und Schriftsteller
- Breslauer, Marianne (1909–2001), deutsche Fotografin und Kunsthändlerin
- Breslauer, Martin (1871–1940), deutscher Buchantiquar
- Breslauer, Max (1869–1929), deutscher Elektrotechniker
- Breslauer, Rudolf (1903–1945), deutscher Kameramann
- Breslauer, Samuel (1870–1942), deutscher Journalist, Verbandsfunktionär
- Breslaur, Emil (1836–1899), deutscher Pianist und Komponist
- Breslawez, Lidija Petrowna (1882–1967), russische bzw. sowjetische Zytologin und Zytogenetikerin
- Bresler, Günther von (1867–1946), preußischer Generalmajor
- Bresler, Hans (1902–1994), deutscher Fotograf
- Bresler, Jerry (1912–1977), US-amerikanischer Filmproduzent
- Bresler, Johannes (1866–1942), deutscher Arzt und Psychiater
- Bresler, Oskar (* 1885), deutscher Gendarmerie-Wachtmeister und NS-Ortsgruppenleiter, verurteilter Mörder wegen Endphaseverbrechen
- Breslik, Pavol (* 1979), slowakischer Opernsänger (Tenor)
- Breslin, Abigail (* 1996), US-amerikanische Schauspielerin und MusikerinAbigail Breslin (* 1996)

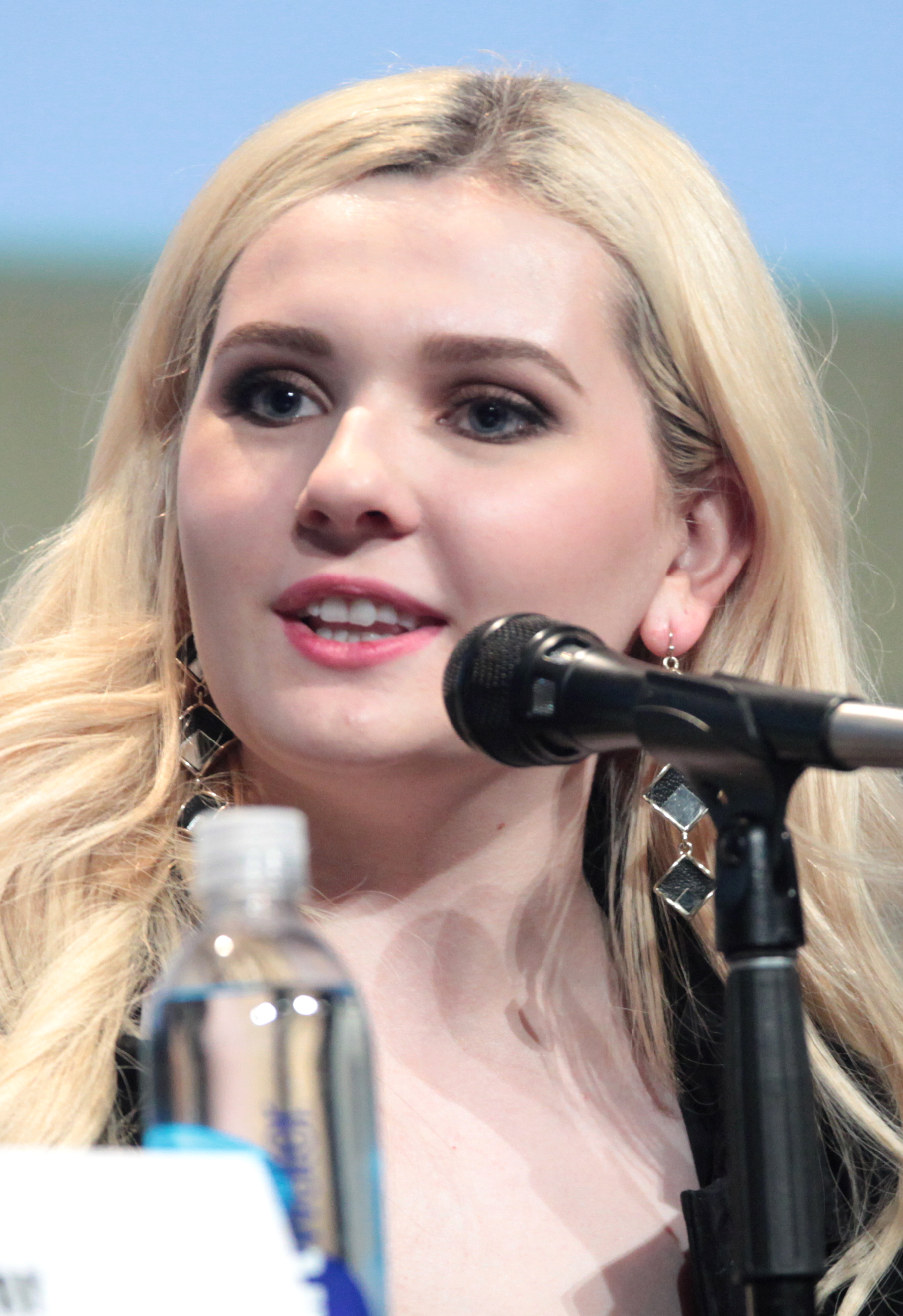
Abigail Breslin (* 1996)

- Breslin, Cormac (1902–1978), irischer Politiker
- Breslin, John G. († 1889), US-amerikanischer Politiker
- Breslin, Patricia (1931–2011), US-amerikanische Schauspielerin
- Breslin, Seán Paul (* 1979), irischer Autorennfahrer und Motorsportfunktionär
- Breslin, Spencer (* 1992), US-amerikanischer Filmschauspieler
- Breslin, Theresa, schottische Schriftstellerin
- Breslow, Alexander (1928–1980), US-amerikanischer Pathologe
- Breslow, Ronald (1931–2017), US-amerikanischer Chemiker

### Bresn
- Bresnahan, Rob (* 1990), US-amerikanischer Politiker
- Bresnahan, Timothy (* 1953), US-amerikanischer Wirtschaftswissenschaftler und Hochschullehrer
- Bresnahan, Tom (* 1965), US-amerikanisch-irischer Schauspieler und Filmproduzent
- Bresnan, Joan (* 1945), US-amerikanische Linguistin
- Bresnier, Louis Jacques (1814–1869), französischer Arabist
- Bresnig, Albert (* 1902), österreichischer Politiker und Landwirt
- Bresnik, Günter (* 1961), österreichischer Tennistrainer und ehemaliger Kapitän der österreichischen Davis-Cup-Mannschaft
- Bresnik, Randolph (* 1967), US-amerikanischer Astronaut

### Breso
- Bresolin, Domenico (1813–1900), italienischer Maler und Fotograf
- Brésolles, Pierre (1929–2018), französischer Sprinter
- Bresonik, Linda (* 1983), deutsche FußballspielerinLinda Bresonik (* 1983)

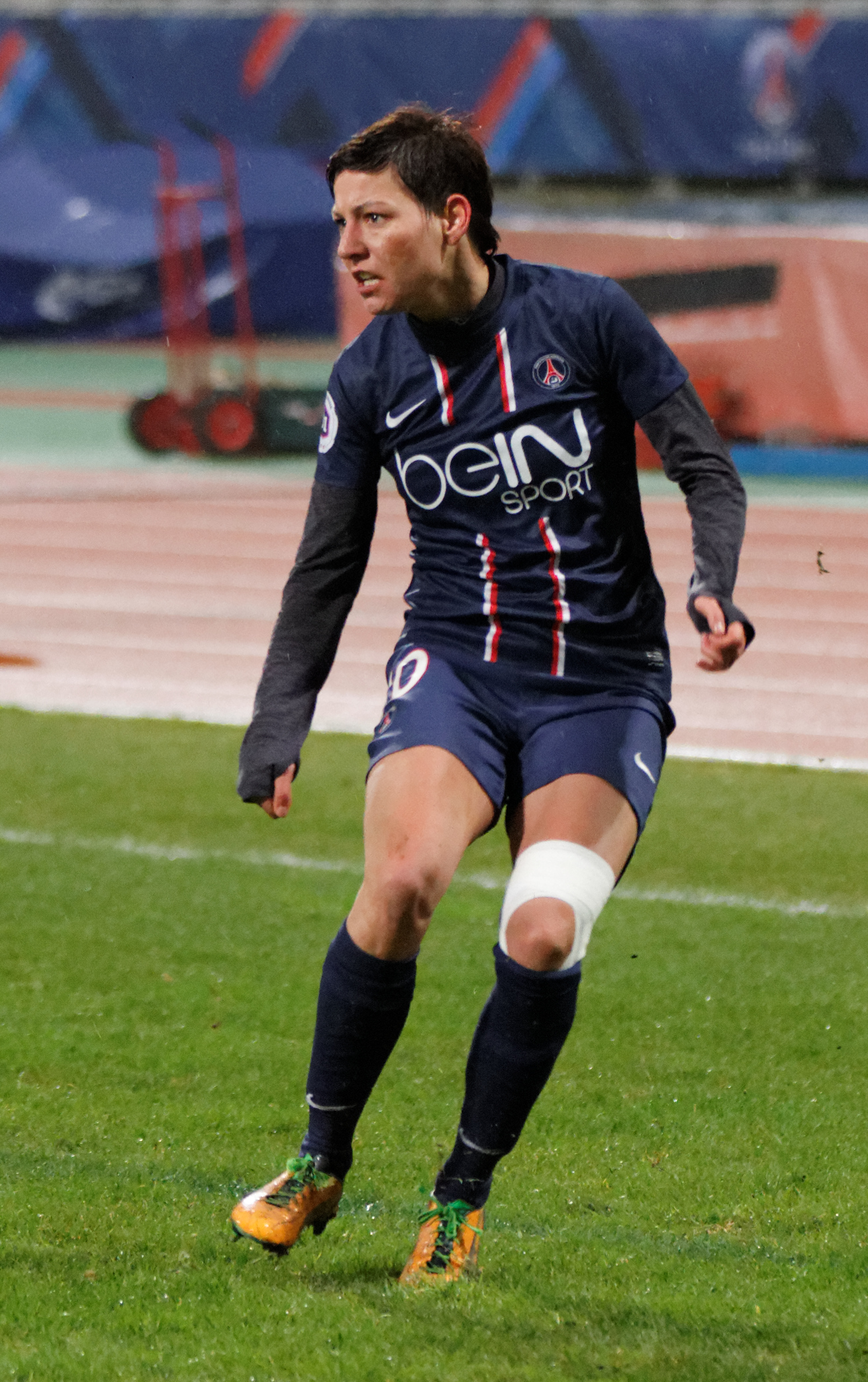
Linda Bresonik (* 1983)

- Bresowitz, Pompejus Brigido von (1729–1811), Präsident der Landesadministration des Temescher Banats, Gouverneur und Militärkommandant von Triest

### Bress
- Bress, Hyman (1931–1995), kanadischer Geiger und Komponist
- Bress, Ute (* 1936), deutsche Politikerin (FDP), MdL
- Bressa, Gianclaudio (* 1956), italienischer Politiker
- Bressack, James Cullen (* 1992), US-amerikanischer Filmproduzent, Filmregisseur, Filmschauspieler, Drehbuchautor, Filmeditor und Kameramann
- Bressan (* 1993), brasilianischer Fußballspieler
- Bressan, Alberto (* 1956), italienischer Mathematiker
- Bressan, Arthur (1943–1987), US-amerikanischer Filmregisseur und Filmproduzent
- Bressan, Filippo Maria (* 1957), italienischer Dirigent und Chorleiter
- Bressan, Luigi (* 1940), italienischer Geistlicher, emeritierter römisch-katholischer Erzbischof von Trient
- Bressan, Pierre Jaillard (1663–1731), französischer Holzblasinstrumentenmacher
- Bressan, Renan (* 1988), belarussischer Fußballspieler
- Bressan, Walter (* 1981), italienischer Fußballtorhüter
- Bressand, Friedrich Christian († 1699), deutscher Dichter und Opernlibrettist
- Bressane de Araújo, Hugo (1899–1988), brasilianischer Geistlicher und römisch-katholischer Bischof von Marília
- Bressanelli, Virginio Domingo (* 1942), argentinischer Ordensgeistlicher, emeritierter römisch-katholischer Bischof von Neuquén
- Bressani, Ricardo (1926–2015), guatemaltekischer Ernährungswissenschaftler
- Bressart, Felix (1895–1949), deutscher Schauspieler
- Bressau, Jörg (* 1942), deutscher Richter und Aktivist der schwulen Bürgerrechtsbewegung
- Bresse, Jacques Antoine Charles (1822–1883), französischer Ingenieur und Mathematiker
- Bressel, Josefin (* 1991), deutsche Schauspielerin, Moderatorin, Radiosprecherin und Model
- Bressel, Max (1926–2000), deutscher Urologe
- Bresselau, Meyer Israel (1785–1839), Notar und Vertreter des Reformjudentums
- Bressem, Bernd (* 1965), deutscher Fußballspieler
- Bressensdorf, Ernst von (1917–1994), deutscher Verleger, Genealoge
- Bressensdorf, Felix von (1876–1955), deutscher Verleger
- Bresser, Carsten (* 1970), deutscher Mountainbiker und Bergläufer
- Bresser, Felix (* 1959), deutscher Schauspieler
- Bresser, Hermann († 1627), erwählter Sekretär des Kontors der Hanse auf Bryggen in Bergen
- Bresser, Klaus (* 1936), deutscher JournalistKlaus Bresser (* 1936)

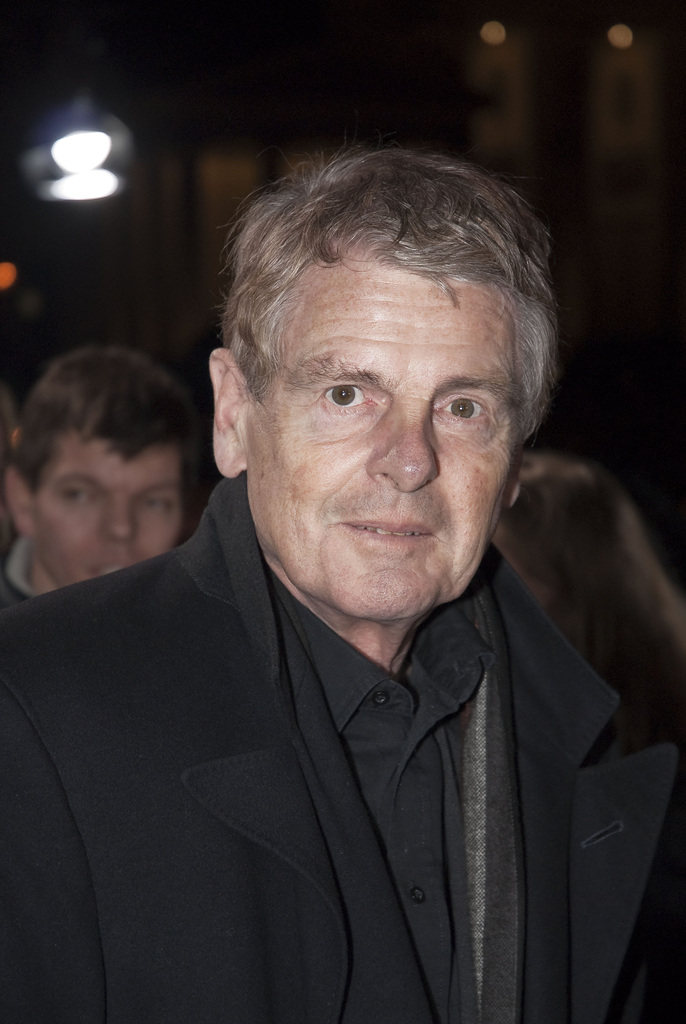
Klaus Bresser (* 1936)

- Bresser, Paul (1921–1993), deutscher Facharzt für Neurologie und Psychiatrie und Professor für forensische Psychiatrie
- Bresser, Rudi (* 1948), deutscher Wirtschaftswissenschaftler
- Bresset, Julie (* 1989), französische Radsportlerin
- Bresslau, Ernst (1877–1935), deutscher Zoologe
- Bresslau, Harry (1848–1926), deutscher Historiker und Diplomatiker
- Bresslau, Heinrich (1912–1997), deutscher Architekt
- Bresslau-Hoff, Louise (1882–1966), deutsche Schriftstellerin und Dichterin
- Bresslaw, Bernard (1934–1993), britischer Schauspieler
- Breßlein, Ewald (* 1925), deutscher Gewichtheber
- Bressler, Emil (1847–1921), österreichischer Architekt des Historismus
- Breßler, Ernst von (1784–1849), preußischer Generalleutnant
- Breßler, Hans von (1801–1865), deutscher Majoratsbesitzer und Freimaurer
- Breßler, Ludwig (1862–1955), deutscher General der Infanterie
- Bressler, Marianne von (1690–1728), österreichische Dichterin
- Bressler, Rainer (* 1945), Schweizer Schriftsteller
- Breßler, Reinhold (1868–1945), deutscher Kunst- und Genremaler
- Bressler, Shikma (* 1980), israelische Physikerin
- Bresslern-Roth, Norbertine (1891–1978), österreichische Malerin
- Bressnik, Uwe (* 1961), österreichischer bildender Künstler
- Bresso, Mercedes (* 1944), italienische Politikerin, MdEP
- Bresson, Charles-Joseph (1798–1847), französischer Diplomat und Politiker
- Bresson, Guillaume (* 1982), französischer Maler
- Bresson, Robert (1901–1999), französischer Filmregisseur
- Bressoud, David (* 1950), US-amerikanischer Mathematiker

### Brest
- Brest, Fabius (1823–1900), französischer Maler
- Brest, Johnny de (* 1963), deutscher Künstler
- Brest, Marko (* 2002), slowenischer Fußballspieler
- Brest, Martin (* 1951), US-amerikanischer Filmregisseur, Drehbuchautor und Produzent
- Brestel, Heinz (1922–2009), deutscher Journalist und Publizist
- Brestel, Rudolf (1816–1881), österreichischer Politiker, Landtagsabgeordneter
- Brestian, Egon (* 1964), österreichischer Schachspieler und -trainer
- Brestir Sigmundsson († 970), Herrscher über die Hälfte der Färöer
- Brestovać, Uroš (* 1979), serbischer Eishockeyspieler
- Brestovský, Juraj (* 1963), slowakischer Badmintonspieler
- Brestrich, Heiko (* 1965), deutscher Fußballspieler
- Brestrich, Julia (* 1996), deutsche Journalistin und Moderatorin